# Os Edukadores
Die Fetten Jahre sind vorbei (no Brasil e em Portugal, Os Edukadores) é um filme teuto-austríaco de 2004 escrito e dirigido pelo diretor aústriaco Hans Weingartner. Foi indicado à Palma de Ouro como melhor filme de 2004 no Festival de Cinema de Cannes.

## Sinopse
A história gira ao redor de três ativistas anti-capitalistas que vivem no centro da cidade de Berlim — Jule (Julia Jentsch), seu namorado Peter (Stipe Erceg) e Jan (Daniel Brühl)  o melhor amigo de Peter, juntamente com um abastado homem de negócios chamado Hardenberg (Burghart Klaubner).
O filme retrata a história de  Jan (Daniel Brühl) e Peter (Stipe Erceg), dois jovens que acreditam que podem mudar o mundo.
Eles se auto-denominam "Os Edukadores", rebeldes contemporâneos que expressam sua indignação de forma pacífica: eles invadem mansões, trocam móveis e objetos de lugar e espalham mensagens de protesto. 
Jule (Julia Jentsch) é a namorada de Peter, que está passando por problemas financeiros e, por causa deles, está saindo de seu apartamento alugado. Tempos atrás Jule se envolveu em um acidente de carro, que destruiu o automóvel de um rico empresário. Condenada pela justiça, ela precisa pagar um novo carro no valor de 100 mil euros, o que praticamente faz com que trabalhe apenas para pagar a dívida que possui. Como Peter viaja para Barcelona, Jan vai ajudá-la na mudança. Eles se conhecem melhor e Jan termina por contar a ela a verdade sobre os Edukadores. Empolgada com a notícia, Jule insiste que ela e Jan invadam a casa de Hardenberg (Burghart Klaubner), o empresário que a processou. Após uma certa resistência, Jan concorda. Na casa eles agem como os Edukadores, mudando os móveis de lugar, mas cometem um grave erro: Jule esquece no local seu celular. 
No dia seguinte, com Peter já tendo retornado da viagem mas sem saber do ocorrido, Jan e Jule decidem invadir novamente a casa de Hardenberg, para recuperar o celular. Porém o que eles não esperavam era que o empresário os surpreendesse dentro da casa, o que os força a sequestrá-lo.
Com a ajuda de Peter eles vão para uma casa de campo, e nesse lugar há grandes diálogos entre o magnata e os três jovens, como um embate entre anarquismo e capitalismo, tais como a motivação dos capitalistas, de viver em função da carreira e do lucro.
Os jovens "edukadores" encaram a mídia, como um meio de alienar mais ainda a todos, com programações românticas que buscam tirar as pessoas da realidade para se sentirem "bem" e não terem nenhuma vontade de mudar a realidade, criando assim um sentimento conformista geral.

## Elenco
- Jule - Julia Jentsch
- Peter - Stipe Erceg
- Jan - Daniel Brühl
- Hardenberg - Burghart Klaubner